# Shawn Kemp
Pour les articles homonymes, voir Kemp.
Shawn Tyrone Kemp est un joueur américain de basket-ball né le 26 novembre 1969 à Elkhart (Indiana).
Arrivé en NBA à 19 ans sans jamais avoir joué au niveau universitaire, Shawn Kemp, surnommé "The Rain Man" ou "The Reignman", va mettre un an pour exploser. En 14 saisons passées dans la ligue, il s'impose comme un des ailiers forts les plus spectaculaires de l’histoire. Il est considéré comme l'un des meilleurs dunkeurs de la NBA dans les années 1990.

## Carrière universitaire
En sortant du lycée Concord d’Elkhart, Shawn Kemp s’inscrit à l’université du Kentucky dont il est presque immédiatement exclu pour des raisons disciplinaires. Il arrive à Trinity Valley dans le Texas en cours d’année, soit trop tard pour pouvoir être aligné dans l’équipe de basket-ball de l’université. Âgé de 19 ans et sans avoir disputé le moindre match universitaire, Kemp se déclare apte à se présenter à la Draft 1989 de la NBA.

## Carrière en NBA

### Les années glorieuses à Seattle (1989-1997)
Les SuperSonics de Seattle prennent le pari de miser sur ce jeune joueur sorti de nulle part en le sélectionnant en 17e position de la draft 1989. Pour sa première saison, Kemp joue moins de 14 minutes mais marque déjà 6,5 points et prend 4,3 rebonds en moyenne. Son nom est déjà sur les lèvres de tous les amateurs de basket-ball spectaculaire à la suite de sa participation au concours de dunks du NBA All-Star Game et à sa façon de jouer aussi peu orthodoxe qu’explosive. 
Au cours de sa deuxième année, le départ de Xavier McDaniel vers les Suns de Phoenix ouvre une place plus importante à Kemp dans une équipe des Sonics privée de star. Il profite alors d’un match face aux Los Angeles Lakers pour compiler 10 contres, ce qui représente le record de la franchise. En alignant 15 points et 8,4 rebonds de moyenne, il participe activement à la qualification des Sonics pour les playoffs 1991 dont ils seront sortis dès le premier tour. 
Pour sa troisième saison dans la ligue, Kemp forme un solide trio d’intérieurs avec Michael Cage et Benoit Benjamin. Une blessure lui fait manquer 18 matchs mais ses prestations continuent de marquer les esprits. Souvent relégué au rôle de 6e homme, Kemp sort du banc pour marquer en moyenne 15,5 points et 10,4 rebonds. Ses statistiques montent même à 18,3 points et 12,9 rebonds sur les 18 derniers matchs de la saison à la faveur de performances exceptionnelles comme ses 22 points et 21 rebonds lors d’une victoire sur Charlotte. Les playoffs 1992 lui donnent l’occasion de se présenter comme l’une des sensations de la ligue. Lors du premier tour remporté 3 victoires à 1 face aux Golden State Warriors, Kemp marque en moyenne 22 points et collecte 16,3 rebonds avec 2 pointes à 19 et 20 rebonds qui représentent les records de ces playoffs. Son total de 25 rebonds offensifs constitue même la deuxième meilleure marque de l’histoire pour une série en 4 matchs.
La saison 1992-1993 commence sous les mêmes auspices avec un match à 29 points et 20 rebonds pour l’ouverture du championnat face aux Rockets de Houston. Ses performances lui valent sa première sélection pour le All-Star Game et la première pour un joueur de Seattle depuis Dale Ellis en 1989. Kemp s’améliore dans tous les secteurs de jeu en marquant 17,8 points, 10,7 rebonds et 1,87 contre de moyenne. Aucun Sonic n’a pris autant de rebonds depuis Jack Sikma en 1983-1984. Complétée notamment par Ricky Pierce, Gary Payton et Eddie Johnson (Edward Arnet Johnson), l’équipe de Seattle termine la saison régulière en 5e position et se présente comme un sérieux prétendant au titre. En finale de Conférence, les Sonics poussent les Suns du meilleur joueur de la saison Charles Barkley au 7e match qu’ils perdent 123-110 malgré un Kemp égal à lui-même. 
La saison 1993-1994 va permettre à Kemp de prouver qu’il est bien un des tout meilleurs joueurs de la ligue malgré ses 24 ans. En effet, il est le meilleur marqueur (18,1 points) et rebondeur (10,8 prises) de l’équipe numéro 1 de la NBA qui remporte cette année-là 63 matchs. L’aventure s’arrête dès le premier tour des playoffs face aux Nuggets de Denver de Dikembe Mutombo. Entre-temps, Shawn Kemp a obtenu sa deuxième invitation au All-Star Game ainsi qu’une nouvelle deuxième place au concours de dunks et enregistré un premier triple double face aux Hornets avec 15 points, 11 rebonds et 12 passes. À l’été 1994, Kemp est appelé pour défendre les couleurs des États-Unis au championnat du monde et ramène la médaille d’or avec 9,4 points, 6,8 rebonds et 1,1 contre en 15,9 minutes de jeu en moyenne.
La saison 1994-1995 est la sixième saison de Kemp en NBA. Il va améliorer encore son rendement. Il marque en moyenne 18,7 points et 10,9 rebonds par match et est à nouveau titulaire pour le All-Star Game en compagnie de ses coéquipiers Gary Payton et Detlef Schrempf. Les Sonics réalisent encore une excellente saison régulière avec un bilan de 57 victoires pour 25 défaites mais doivent abdiquer pour la seconde année consécutive au premier tour des playoffs. La série perdue face aux Lakers permet néanmoins à Kemp de se mettre en valeur avec 24,8 points à 57,9 % de réussite, 12 rebonds, 2 interceptions et 1,75 contre par match.
Kemp réalise sa meilleure saison en 1995-1996 au sein d’une équipe qui sera surnommée le « Sonic Boom » et glane 64 victoires pour seulement 18 défaites. Aux côtés de Gary Payton, Detlef Schrempf, Hersey Hawkins et Sam Perkins, le numéro 40 de Seattle accumule les performances de choix. Il aligne son record aux points (19,6), aux rebonds (11,4), à la réussite au tir (56,1 %) et au temps de jeu (33,3 minutes), en marquant au moins 10 points et 10 rebonds au cours de 75 des 79 matchs qu’il dispute et en se permettant une pointe à 23 points et 21 rebonds contre Dallas. Suspendu pour l’ouverture des playoffs, Kemp va mener son équipe aux finales NBA face aux Bulls de Chicago du revenant Michael Jordan. Au cours de cette série finale, « Reign Man » tourne à 23,3 points, 10 rebonds et 2 contres par match mais ne peut empêcher la défaite des siens en 6 manches. Après avoir glané sa 4e participation au All-Star Game, Kemp est élu pour la 3e année consécutive dans le All-NBA Second Team (la 2e équipe type de la ligue). 
En 1996-1997 et malgré une baisse de régime en fin de saison, Kemp mène l’équipe aux rebonds et constitue avec Gary Payton le duo d’attaque attitré des Sonics. Il marque au moins 10 points et 10 rebonds au cours de 72 matchs dont 48 des 49 premiers de la saison mais les relations entre le All-Star et le staff se détériorent subitement lorsque les Sonics font signer au pivot Jim McIlvaine un contrat très généreux et refusent ensuite une revalorisation salariale à Kemp. Le 25 septembre 1997, Kemp est inclus dans un échange entre 3 franchises et prend la direction de Cleveland alors que Seattle récupère Vin Baker.

### Le passage à Cleveland (1997-2000)
Durant sa première saison avec les Cavaliers, Kemp ne baisse pas de régime et mène l’équipe à la marque et aux rebonds avec des moyennes de 18 points et 9,3 rebonds par rencontre. Il devient également le premier joueur de Cleveland à être titulaire dans un All-Star Game au cours duquel il marque 12 points, prend 11 rebonds et réalise 3 interceptions. Il réalise des performances du même calibre durant la saison 1998-1999 écourtée pour cause de grève des joueurs. Avec 20,5 points par match il obtient même la meilleure moyenne de sa carrière dépassant sa marque de 1995-1996 en terminant avec un double-double l’ensemble des 42 matchs qu’il dispute. 
En 1999-2000, il est à nouveau meilleur marqueur, rebondeur et contreur d’une équipe qui stagne dans le milieu des classements et n’atteint pas les playoffs pour la seconde année consécutive. En août 2000, il fait l’objet d’un nouvel échange et débarque à Portland.

### Le déclin (2000-2003)
Aux Blazers, Kemp arrive dans une équipe qui mêle habilement vétérans (Scottie Pippen et Detlef Schrempf) et jeunes loups (Rasheed Wallace et Bonzi Wells notamment). La franchise sort d’une finale de conférence perdue face aux Lakers et n’offre qu’un temps de jeu très limité à l’ancien Sonic dont les moyennes tombent à 6,5 points et 3,8 rebonds. Après 2 saisons moyennes émaillées par des problèmes d’alcool et de cocaïne, Kemp voit son contrat résilié. Il se lance un dernier défi en signant avec le Magic d’Orlando. Aux côtés de Tracy McGrady, Kemp participe à 79 matchs en marquant en moyenne 6,8 points et 5,7 rebonds avant de prendre sa retraite après 14 saisons en NBA.
Fin 2005, il déclare aux médias qu'il veut retourner à la compétition et a repris l'entraînement, en perdant près de 15 kilos. En dépit des rumeurs, aucun club ne le signe.

### Le retour (18 aout 2008)
Shawn Kemp signe avec le club italien Premiata Montegranaro. À 38 ans, le joueur renoue avec le basket. Il participe aux matchs de préparation mais, le 29 septembre 2008, le club italien décide de rompre le contrat de Kemp. Celui-ci a décidé de retourner à Houston afin de constater l'état de sa maison après le passage de l'ouragan Ike. Le club, à une semaine du début du championnat, ne pouvait plus se permettre d'attendre un joueur qui ne pouvait lui fournir des dates sur son retour en Italie.

## Clubs successifs
- 1989-1997 : SuperSonics de Seattle.
- 1997-2000 : Cavaliers de Cleveland.
- 2000-2002 : Trail Blazers de Portland.
- 2002-2003 : Magic d'Orlando.
- En 2008 : Premiata Montegranaro.

## Palmarès

### Trophées
- Finales NBA contre les Bulls de Chicago en 1996 avec les SuperSonics de Seattle.
- Champion de la Conférence Ouest en 1996 avec les SuperSonics de Seattle.
- Champion de la Division Pacifique en 1994, 1996 et 1997 avec les SuperSonics de Seattle.
- 6 sélections au NBA All-Star Game en 1993, 1994, 1995, 1996, 1997 et 1998.
- All-NBA Second Team en 1994, 1995 et 1996.

En plus des trophées qu'il a remporté en NBA, Shawn Kemp faisait partie de l'équipe américaine de basket-ball médaillée d'or au championnat du monde 1994. Il s'y est d'ailleurs illustré, en étant sélectionné dans le meilleur cinq du tournoi. Il compila 9,4 points (en tirant avec une réussite de 68,9 % au tir et 50,0 % aux lancers francs), 6,8 rebonds, 1,5 passe décisive, 1,1 contre et 1,0 interception par match.

### Distinctions statistiques
Shawn Kemp participa à 1 051 matches de saison régulière et fut titularisé à 727 reprises. Il participa également à 88 matches de playoffs, y établissant une moyenne de 17,3 points, 9,7 rebonds et 1,8 passe décisive par match.
Shawn Kemp détient quelques records internes aux SuperSonics de Seattle. Ainsi, il détient les records de lancers francs tentés (3 808), de rebonds offensifs (2 145) et de contres (959). Il se classe second au nombre de lancers francs marqués (2 780), de rebonds défensifs (3 833) et de rebonds (5 978). Kemp est troisième au nombre de balles perdues (1 795).

## Pour approfondir
- Liste des joueurs en NBA ayant joué plus de 1 000 matchs en carrière.
- Liste des meilleurs marqueurs en NBA en carrière.
- Liste des joueurs NBA ayant perdu le plus de ballons en carrière.
- Liste des joueurs de NBA avec 10 contres et plus sur un match.